# Saponaria
Saponaria, también conocida como  jabonera, es un género   de hierbas perennes pertenecientes a la familia Caryophyllaceae, nativo del sur de Europa y sudoeste de Asia. Comprende 128 especies descritas y de estas, solo 14 aceptadas.

## Descripción
Alcanzan una altura de 10-60 cm, con hojas opuestas de  1-6 cm de longitud. Las flores se producen en agrupaciones sobre los tallos de 4-25 mm de diámetro, con cinco pétalos blancos, amarillos, rosas o púrpura pálido.
El género esta estrechamente relacionado con Lychnis y Silene, distinguiéndose de estos géneros en tener solamente dos estilos en las flores, en lugar de tres o cinco.

## Ecología
Especies de Saponaria son el alimento de las larvas de algunas especies de Lepidopteras, incluyendo la polilla, Hadena bicruris y Coleophora saponariella (que come exclusivamente de Saponaria spp).

## Historia
En Grecia los médicos de la época empleaban esta planta.[cita requerida]

## Taxonomía
El género fue descrito por Carlos Linneo y publicado en Species Plantarum 1: 408. 1753. La especie tipo es: Saponaria officinalis Gilli
Etimología
Saponaria: nombre genérico que deriva del latín sapo = (jabón), en alusión a las propiedades que tienen las raíces al contacto del agua.

## Especies aceptadas
A continuación se brinda un listado de las especies del género Saponaria aceptadas hasta octubre de 2013, ordenadas alfabéticamente. Para cada una se indica el nombre binomial seguido del autor, abreviado según las convenciones y usos.
Especies aceptadas:
- Saponaria bargyliana[4]
- Saponaria bellidifolia
- Saponaria caespitosa
- Saponaria calabrica
- Saponaria karapinarensis[5]
- Saponaria kotschyi[6]
- Saponaria lutea
- Saponaria ocymoides
- Saponaria officinalis
- Saponaria pamphylica[7]
- Saponaria pumila[8]
- Saponaria pumilio
- Saponaria sicula
- Saponaria suffruticosa[9]